# 9004 Peekaydee
9004 Peekaydee este o planetă minoră (asteroid), cu un diametru de 13,524 km, din centura de asteroizi. A fost descoperită pe 22 octombrie 1982 la Observatorul Național Kitt Peak de Gregory Scott Aldering⁠(d) și a fost numită după Philip K. Dick. 
Obiectul prezintă o orbită caracterizată de o semiaxă mare de 3,200444 UAi, o excentricitate de 0,15, o înclinație de 21,67609 ° în raport cu ecliptica.